# Vestfold megye

Vestfold elhelyezkedése Norvégiában.

Vestfold egyike Norvégia 19 megyéjének (megye norvégül fylke), az ország déli részében, Buskerud és Telemark megyék szomszédságában, az Oslo-fjordtól nyugatra (ahogy neve is jelzi).
Közigazgatási központja Tønsberg. Más jelentős városai: Larvik, Sandefjord és Horten.
Vestfold Norvégia második legkisebb megyéje, területe 2224 km² (csaknem ugyanakkora, mint a magyar Komárom-Esztergom vármegye). Lakossága 251 078 fő (2019. jan. 1.) (ami körülbelül Tolna vármegye népességének felel meg), a norvég megyék közt a 10. legnagyobb.
Vestfoldon halad keresztül a Numedalslågen folyó. A megye jórészt alföld, Norvégia egyik legkedvezőbb adottságokkal rendelkező mezőgazdasági vidéke. A tél itt három hónapig tart, a kellemes nyári hőmérséklet pedig kitart májustól szeptemberig. A júliusi átlaghőmérséklet 17 °C.
Vestfold halászatáról és hajózásáról is ismert. Kikötői korábban a bálnavadász flották bázisai voltak, ma a halászat és a hajóépítésé. A megye belső vidékein fát is termelnek. 
Norvégia egyetlen megyéje, amelynek minden községe a Bokmålt deklarálta a norvég nyelv itt használt hivatalos írott formájának. 

## Neve
Vestfold a régió újjáélesztett régi neve. Az Oslo-fjord régi neve Fold volt. Vestfold annyit jelentett: a Foldtól nyugatra. 
1919 előtt a megye neve Jarlsberg og Larvik Amt volt. Az amt (a ma fylkének nevezett megye régi neve) 1821-ben jött létre, a korábbi Jarlsberg és Larvik megyékből. 
A Westfold szót J. R. R. Tolkien is használta, a képzeletbeli Középföldén elhelyezkedő Rohan királyság egyik régiójának neveként.

## Önkormányzat és közigazgatás
Vestfold megyéhez a következő 14 község tartozik:
1. Andebu
2. Hof
3. Holmestrand
4. Horten
5. Lardal
6. Larvik
7. Nøtterøy
8. Re
9. Sande
10. Sandefjord
11. Stokke
12. Svelvik
13. Tjøme
14. Tønsberg